# Pit Baccardi
Pit Baccardi, pseudonimo di Guillaume N'Goumou (Yaoundé, 9 giugno 1978), è un rapper francese di origine camerunese.

## Discografia

### Album in studio
- 1999: Pit Baccardi
- 2000: Ghetto ambianceur
- 2002: Le poids des maux
- 2010: Juste moi

### Raccolte
- 2004: Classic
- 2007: Collector 1997-2007